# Ribeira da Conceição
A Ribeira da Conceição é um curso de água português localizado na ilha do Faial, arquipélago dos Açores.
Este curso de água com origem no interior montanhoso da ilha do Faial, depois de atravessar a freguesia citadina da Conceição, e parte importante da cidade da Horta vai ter a sua foz no Oceano Atlântico, na zona de intersecção do Parque da Conceição com a Praia da Conceição no extremo da cidade a quem saí desta em direcção à Praia do Almoxarife e ao Promontório da Ponta da Espalamaca.